# Christophe Bettally
Christophe Bettally (fl. XVIII-XIX secolo) è stato un artigiano italiano del XVIII-XIX secolo.
Costruttore di strumenti scientifici di probabile origine italiana il cui nome fu anglicizzato. Risulta attivo, fra il 1787 e il 1807 circa, a Londra, dove ebbe bottega a Pimlico, a Oxford Street e a Parigi. Realizzò termometri, barometri, igrometri e strumenti di vetro per esperienze fisiche, come testimoniano i suoi brevetti conservati presso il British Museum. 
È proprio nel 1787 che Bettally fornisce a Lord Bute un set di strumenti meteorologici tra cui alcuni strumenti a ruote, un barometro e un termometro.
Bettally viene considerato il vero e proprio inventore del Fuoco filosofico che secondo la pseudoscienza dell'Alchimia è un fuoco non caldo, ma è uno spirito di fuoco, il quale ha la stessa origine della Pietra. Da qui il collegamento diretto tra pietra, fuoco e filosofia: la Pietra filosofale sostanza catalizzatrice simbolo dell'alchimia.